# Stefan Stupnicki
Stefan Stupnicki (ur. 30 listopada 1912 we Lwowie, zm. 27 stycznia 1954 w Iscoyd Park) – polski hokeista, olimpijczyk z Garmisch-Partenkirchen.

## Życiorys
Absolwent średniej szkoły handlowej we Lwowie. pracował w firmie Polmin. Interesował się hokejem na lodzie. Reprezentował drużynę Czarni Lwów. W 1934 roku zdobył z nią wicemistrzostwo, a w 1935 mistrzostwo kraju. W reprezentacji narodowej rozegrał 23 spotkania zdobywając 6 bramek. W 1936 był zawodnikiem kadry narodowej na olimpiadę w Garmisch-Partenkirchen. W 1939 został zmobilizowany i brał udział w walkach. Uniknął niewoli i przedostał się na zachód. następnie został żołnierzem Polskich Sił Zbrojnych na Zachodzie. Po zakończeniu wojny zamieszkał w Anglii. Zmarł 27 stycznia 1954 w Iscoyd Park.